# Australien i olympiska vinterspelen 2014
Australien deltog med 60 deltagare vid de olympiska vinterspelen 2014 i Sotji. Totalt vann de två silvermedaljer och en bronsmedalj.

## Medaljer

### Silver
- Torah Bright - Snowboard - halfpipe.
- David Morris - Freestyle - hopp.

### Brons
- Lydia Lassila - Freestyle - hopp.